# Тамар Івері
Тама́р Івері́ (справжнє ім'я: Тамар Джавахішвілі; груз. თამარ ივერი; *8 вересня 1971) — грузинська оперна співачка (сопрано).

## Біографія
Народилася 8 вересня 1971 року у Тбілісі, у родині оперного співака Автанділа Джавахішвілі (баритон), який став її першим викладачем.
Дід по батькові, Вано Джавахішвілі, був відомим журналістом. Репресований радянською владою і висланий, разом з дружиною та двома синами — Автанділом та Язоном, у Казахстан.
Виросла в театральному середовищі. З чотирьох років співала в дитячому хорі. Грала на фортепіано. 
Про своє захоплення оперою згадувала таке:

| «... одного разу тато поставив мені запис. Джоан Сазерленд виконувала арію «Casta diva» з «Норми». Є багато хороших співачок, і арія ця знаменита завжди і всюди звучить, її люблять мільйони — але те виконання, той момент слухання я не забуду ніколи. Я була зачарована, зачарована. Мене цей запис змінив. Назавжди. Моя доля вирішилася. Я запитала у тата: «Через скільки часу я зможу так співати?» Він сказав, що треба багато часу і праці. Я запитала: «Три місяці вистачить?». Тато сказав, що три місяці — мало, але можна спробувати, якщо я буду наполегливо працювати. І ми почали займатися. Я намагалася з усіх сил. Через три місяці я заспівала арію Норми. І — майже нічого не вийшло. Це було сиро, слабо. Недосконало. І тато сказав: «Мистецтво опери не всіх пускає в свої кордони. І не всі можуть, хочуть залишитися в цьому мистецтві. Ти можеш. Я хотів показати тобі, що шлях до вершин важкий. Може, років через п'ятнадцять ти заспіваєш цю арію так, як треба». І я насправді через п'ятнадцять років заспівала арію «Casta Diva». У концерті, який я присвятила пам'яті тата. Нервувала жахливо, не зовсім впоралася...». Оригінальний текст (рос.) «...однажды папа поставил мне запись. Джоан Сазерленд исполняла арию «Casta diva» из «Нормы». Есть много хороших певиц, и ария эта знаменитая всегда и всюду звучит, ее любят миллионы — но то исполнение, тот момент слушания я не забуду никогда. Я была очарована, околдована. Меня эта запись изменила. Навсегда. Моя судьба решилась. Я спросила у папы: «Через сколько времени я смогу так петь?» Он сказал, что надо много времени и труда. Я спросила: «Три месяца хватит?». Папа сказал, что три месяца — мало, но можно попробовать, если я буду упорно работать. И мы начали заниматься. Я старалась изо всех сил. Через три месяца я спела арию Нормы. И — почти ничего не вышло. Это было сыро, слабо. Несовесовершенно. И папа сказал: «Искусство оперы не всех пускает в свои границы. И не все могут, хотят остаться в этом искусстве. Ты можешь. Я хотел показать тебе, что путь к вершинам труден. Может, лет через пятнадцать ты споешь эту арию так, как надо». И я на самом деле через пятнадцать лет спела арию «Casta Diva». В концерте, который я посвятила памяти папы. Нервничала ужасно, не совсем справилась...». |
| |

Навчалася вокалу в Тбіліській консерваторії. На третьому курсі отримала роль сестри Абесалома в опері «Абесалом і Етері» Батумського оперного театру.
У травні 1998 року в Тбілісі виконала свою першу сольну партію Дездемони в опері «Отелло», де співала разом з ісландським тенором Крістіаном Йоханссоном та італійським баритоном Ренато Брузоном. Того ж року — отримала другий приз на Міжнародному конкурсі імені Джузеппе Верді «Voci Verdiane Competition» у Буссето. 
Мстислав Ростропович запросив співачку на фестиваль у Франції.
У 1999 році отримала першу премію (гран-прі) Міжнародного конкурсу вокалістів імені Моцарта в Зальцбурзі, де познайомилася з Іляною Котрубаш, яка відтоді стала наставницею Тамар.
Лавреатка австрійської медалі Еберхарда Вехтера (за виконання ролі Тетяни у опері «Євгеній Онєгін» на сцені Віденської державної опери) і Національної премії імені Мемеда Абашідзе (Грузія).
Виконує провідні партії сопранного репертуару в найбільших оперних театрах світу. Виступала в Віденській державній опері, Королівському театрі в Ковент-Гардені, Ла Скала, Метрополітен-опера, на Веронській арені та в оперних театрах Берліна, Парижа, Токіо, Цюриха, Мюнхена, Копенгагена, Тулузи та багатьох інших.
Працювала з такими диригентами, як Лорін Маазель, Колін Девіс, Даніель Баренбойм, Рікардо Муті, Сейдзі Одзава, Джеймс Лівайн, Маріс Янсонс, Антоніо Паппано та Фабіо Луїзі.
У 2014 році опинилася в центрі скандалу через некоректний коментар, що з'явилися на її сторінці в мережі Facebook на адресу геїв. Через це Австралійська опера розірвала контракт зі співачкою. Тамар Івері мала виступити в постановці «Отелло».

## Репертуар
- Амелія у опері «Сімон Бокканегра»
- Вітеллія в «Милосерді Тіта»
- Дездемона в «Отелло»
- Донна Анна в «Дон Жуані»
- Єлизавета в «Дон Карлосі»
- Леонора в «Трубадурі»
- Лукреція Контаріні в «Двох Фоскарі»[it]
- Лю в «Турандоті»
- Маргарита у «Фаусті»
- Мімі в «Богемі»
- Недда в «Паяцах»
- Сестра Анжеліка у однойменній опері
- Татьяна в «Євгенію Онєгіну»
- Фйорділіджі в «Так чинять усі»
- Флорія Тоска у «То́сці»

## Сценічний псевдонім
Вибір сценічного псевдоніма «Івері» пояснила так:

| «Я почала виступати на сцені, брала участь в міжнародних конкурсах, виходила до різної публіки — і дуже часто моє прізвище вимовляли неправильно. І я стала Івері. Іверія — це Грузія. Івері — грузинка...». Оригінальний текст (рос.) «Я начала выступать на сцене, участвовала в международных конкурсах, выходила к разной публике — и очень часто мою фамилию произносили неправильно. И я стала Ивери. Иверия — это Грузия. Ивери — грузинка...». |
| |

## Родина
Мама двійнят — хлопчика і дівчинки.
Чоловік — Рауль — колишній борець, чемпіон Тоскани і Відня. Після травми — залишив професію.